# Cristian Sánchez Prette
Cristian Nicolás Sánchez Prette (Río Cuarto, Córdoba, 18 de julio de 1985) es un futbolista argentino. Juega como mediocampista y actualmente juega en El Porvenir de Gerli. Jugó en varios equipos de Primera División Argentina en el pasado.

## Trayectoria

### Huracán
En el año 2003 debutó oficialmente en Primera División en el Club Atlético Huracán y juega allí hasta el 2008. En el año 2007 de la mano de Antonio Mohamed con DT consigue el ascenso con Huracán ganando la promoción contra Godoy Cruz por 2-0 en el partido de ida y 3-2 en el partido de vuelta.

### CFR Cluj
Luego a mediados de 2008 es transferido al CFR Cluj de Rumanía por la suma de 1.260.000 USD donde no tiene un buen pasar y solo juega cinco partidos, a consecuencia de una dura adaptación.

### Estudiantes
En el primer semestre del año 2009, se incorpora al primer equipo de Estudiantes de La Plata donde se consagra campeón de la Copa Libertadores, marcado 2 goles, en dicho campeonato, uno de ellos a su clásico rival a segundos de finalizar el encuentro y jugando 14 partidos entre el campeonato local y la copa.

### Newell's
Para el Campeonato Apertura 2009 es contratado por el equipo rosarino Newell's Old Boys donde se consagra Subcampeón, disputando 11 partidos y convirtiendo un gol.

### Barcelona
En el año 2010 es contratado por el Sporting Barcelona de ecuador, en este es equipo participó en 13 encuentros (donde convirtió su único gol)

### Argentinos Juniors
En 2011 se suma el conjunto de Paternal donde solo completó seis partidos por el torneo local y otros cuatro por Copa Libertadores, marcando un golazo ante el América de México y participando de una gresca al finalizar el partido contra Fluminense en dónde Argentinos quedó eliminado de la competencia donde mostró sus dotes para el combate cuerpo a cuerpo peleando contra seis jugadores brasileros.

### Huracán
A mediados de 2011 retorna al club de sus amores, con un camino recorrido y mucha experiencia acuesta, con un total de 18 goles marcando y 176 partidos disputados como jugador profesional hasta la fecha, se sumó al plantel de Huracán para brindar su despliegue, buen juego y manejo con el balón.

## Vida personal
Cristian Sánchez Prette, aún siendo jugador de Sacachispas, se formó como tarotista y hoy lleva adelante su nuevo oficio mientas se prepara como entrenador de fútbol.

## Clubes
| Club                      | País        | Año           |
| ------------------------- | ----------- | ------------- |
| Huracán                   | Argentina   | 2003 - 2008   |
| CFR Cluj                  | Rumania     | 2008          |
| Estudiantes de La Plata   | Argentina   | 2009          |
| Newell's Old Boys         | Argentina   | 2009 - 2010   |
| Barcelona Sporting Club   | Ecuador     | 2010          |
| Argentinos Juniors        | Argentina   | 2011          |
| Huracán                   | Argentina   | 2011-2013     |
| Club Deportivo Águila     | El Salvador | 2014          |
| Estudiantes de Río Cuarto | Argentina   | 2015-2016     |
| Berazategui               | Argentina   | 2016 - 2017   |
| Club Deportivo Audaz      | El Salvador | 2018          |
| Sacachispas               | Argentina   | 2023          |
| El Porvenir               | Argentina   | 2024-presente |

## Palmarés

### Campeonatos nacionales
| Título             | Club                  | País      | Año  |
| ------------------ | --------------------- | --------- | ---- |
| Primera B Nacional | Club Atlético Huracán | Argentina | 2007 |

### Campeonatos internacionales
| Título            | Club                    | País      | Año  |
| ----------------- | ----------------------- | --------- | ---- |
| Copa Libertadores | Estudiantes de La Plata | Argentina | 2009 |